# I Need You (canción de Relient K)
«I Need You» es el segundo sencillo de radio cristiana, perteneciente al quinto álbum de estudio —Five Score and Seven Years Ago— de la banda estadounidense de rock cristiano Relient K. Fue escrita por Matt Thiessen, vocalista de la banda, y producida por Howard Benson.
En 2008, la canción fue nominada para la 39° Entrega de los GMA Dove Awards en la categoría  Rock Recorded Song of the Year.